# 鹿児島市交通局460形電車
鹿児島市交通局460形電車（かごしましこうつうきょく460がたでんしゃ）は、1960年（昭和35年）に登場した鹿児島市交通局の路面電車車両である。

## 概要
1960年（昭和35年）5月、400形の機器流用車として製造された。461号、462号の2両が在籍した。
400形は500形の登場後、12両が鋼体化改造がなされた。この際改造されなかった4両のうち413・414号の2両が、1960年当時の最新型車両である600形と同じ車体に更新された。車籍は引き継がれず、新造扱いとなった。製造は鹿児島市交通局の工場で行われた。これは当時の鹿児島市交通局の技術力の高さを示すものであった。
性能などは600形と殆ど変わらなかった。台車は暫定的に種車のD-11を使用していたが、後に600形（ナニワ工機製）と同じ空気ばね台車のNK-51に交換されている。
400形の亜形ながら事実上600形と同一なので460形と命名された。

## 改造
1968年にワンマン化改造が行われたが、600形と同じく外観に大きな変化は見られなかった。
冷房化改造は1986年に行われた。他の車両に比べ冷房化改造はかなり後に行われている。

## 廃車
同じ空気ばね台車を装備する600形と同様、台車の保守に手間が掛かるため早期に廃車の対象となり、2両とも1989年3月31日に廃車となった。冷房化改造が行われてから3年での廃車であった。
廃車後、台車は600形の614号・615号(615号は2009年、住友FS-708に交換)に流用され、現在も使用されている。
車体は鹿児島市内の錦江高原ホテルに売却されたが、すでに撤去されており、現存しない。